# پرویشیکا

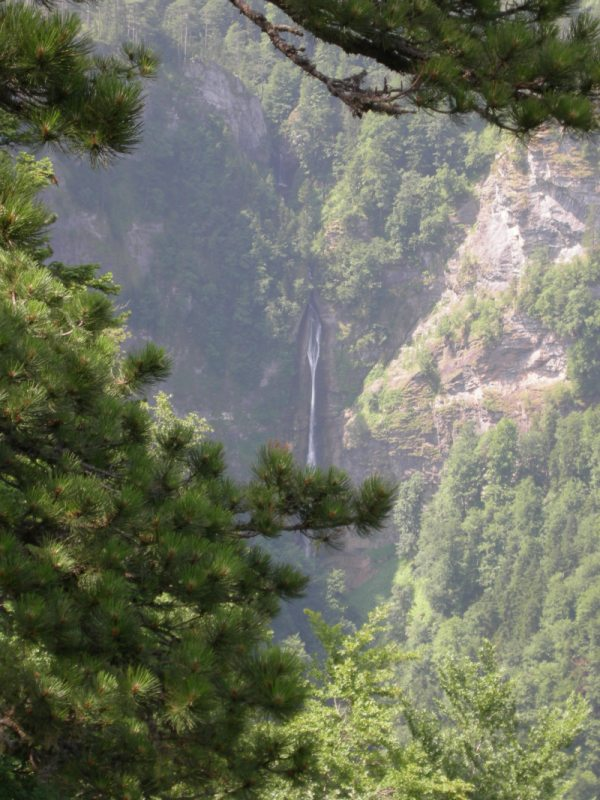
آبشار اسکاکاواچ (۷۵ متر) در جنگل اولیه.

پرویشیکا یکی از آخرین جنگل‌های بکر باقی مانده در اروپا است. این منطقه در کشور بوسنی و هرزگوین، در نزدیکی مرز با مونته‌نگرو واقع شده‌است و بخشی از پارک ملی سوتسسکا است. جنگل فقط توسط شرکت رنجرها قابل کاوش است.
هی من زنده ام! کمک برسانید.